# Dreamville Records
Dreamville Records est un label discographique de hip-hop américain, situé dans le quartier du Queens, à New York. Il est fondé en 2007 par le rappeur J. Cole et Ibrahim « Ib » Hamad. Le label est affilié à Interscope Records. Dreamville possède également ses propres producteurs Elite, K-Quick, Ron Gilmore, et Cedric Brown.

## Histoire
J. Cole et Omen se rencontrent pour la première fois sur un blog. Ils se rencontrent en personne après le lancement de Dreamville par J. Cole et Ibrahim Hamad. Cole publie trois mixtapes, The Come Up (2007), The Warm Up (2009), et Friday Night Lights (2010), et Omen publie deux mixtapes, Delayed (2010) et Afraid of Heights (2011). 
Le 28 janvier 2014, J. Cole annonce le lancement de son label Dreamville Records en partenariat avec Interscope Records. Dans le même temps, Dreamville publie sa première mixtape collaborative, Revenge of the Dreamers. Le même jour, il annonce la signature du rappeur Bas. Son premier album, Last Winter est publié le 29 avril 2014. Le 26 juin 2014, J. Cole annonce officiellement la signature du rappeur Cozz. Son premier album, intitulé Cozz and Effect est publié le 3 octobre 2014. 
Le 21 juillet 2015, Omen publie son premier album tant attendu intitulé Elephant Eyes qui fait participer J. Cole et Bas. Le 8 décembre 2015, le label signe deux nouveaux artistes apparaissant sur l'album collaboratif du label Revenge of the Dreamers II : le rappeur de Charlotte Lute et la chanteuse Ari Lennox,,. Le 4 janvier 2016, Cozz publie son second projet, en mixtape gratuite, intitulé Nothin' Personal.

## Artistes

### Artistes actuels
- J. Cole
- Omen
- Bas
- Cozz
- Lute
- Ari Lennox
- J.I.D
- EarthGang

### Producteurs et DJs affiliés
- Elite
- K-Quick
- Ron Gilmore
- Cedric Brown
- Meez

## Discographie
- 2011 : J. Cole – Cole World: The Sideline Story
- 2013 : J. Cole – Born Sinner
- 2014 : Bas – Last Winter
- 2014 : Cozz – Cozz & Effect
- 2014 : J. Cole – 2014 Forest Hills Drive
- 2015 : Omen – Elephant Eyes
- 2015 : Dreamville - Revenge of the Dreamers II
- 2016 : Cozz - Nothin' Personal
- 2016 : Bas - Too High to Riot
- 2016 : J. Cole - 4 Your Eyez Only
- 2017 : J.I.D - The Never Story
- 2017 : Lute - West1996 pt. 2
- 2018 : J. Cole - KOD
- 2018 : Bas - Milky Way
- 2019 : Dreamville - Revenge of the Dreamers III (compilation)
- 2021 : J. Cole - The Off-Season
- 2023 : Creed III: The Soundtrack